# Полковник Свещарово
Полковник Свещарово е село в Североизточна България. То се намира в община Добричка, област Добрич.

## География
Селото има равнинен релеф, като е заобиколено от ветрозащитни пояси.

## История
Селото носи името на командира на 8-и пехотен полк полковник Никола Неделчев Свещаров, загинал през Първата световна война край Назарча.

## Население
Преброяване на населението през 2011 г.
Численост и дял на етническите групи според преброяването на населението през 2011 г.:
|                     | Численост | Дял (в %) |
| Общо                | 137       | 100,00    |
| Българи             | 135       | 98,54     |
| Турци               | 0         | 0,00      |
| Цигани              | 0         | 0,00      |
| Други               | 0         | 0,00      |
| Не се самоопределят | 0         | 0,00      |
| Неотговорили        | 0         | 0,00      |

## Личности
- доцент д-р инж. Драгни Петров Георгиев – аграрен специалист и университетски преподавател, роден и продължава дейността си в селото